# Guarea tafae-malekui
Guarea tafae-malekui är en tvåhjärtbladig växtart som beskrevs av Al.Rodr.. Guarea tafae-malekui ingår i släktet Guarea och familjen Meliaceae. Inga underarter finns listade i Catalogue of Life.